# Ein Blatt Liebe
Ein Blatt Liebe (französisch Une page d’amour) ist ein Roman von Émile Zola aus dem Jahre 1877 und zugleich der achte Teil des zwanzigbändigen Rougon-Macquart-Zyklus. Erstmals publiziert wurde er in Fortsetzungen vom 11. Dezember 1877 bis zum 4. April 1878 in der Zeitschrift Le Bien public. Eine Buchausgabe folgte im April 1878 bei Charpentier.
Der zentrale Charakter des Romans ist Hélène Grandjean, geborene Mouret, die der Leserschaft bereits als Enkelin von Adelaïde Fouque (= Mutter Didé) aus dem Roman Das Glück der Familie Rougon bekannt ist.
Im Jahr 1980 wurde eine in Frankreich produzierte Verfilmung veröffentlicht.

## Handlung

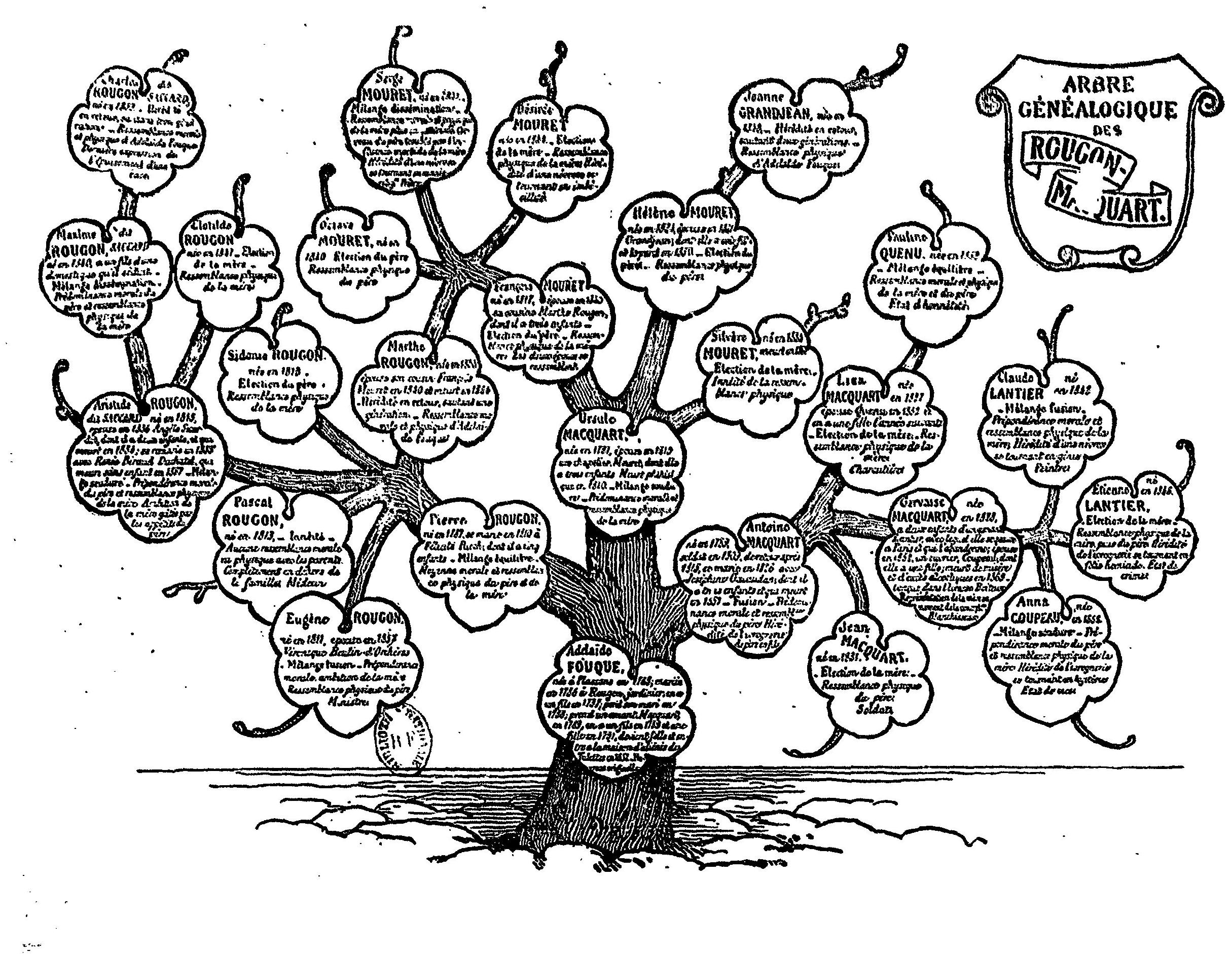
Genealogischer Stammbaum für Ein Blatt Liebe aus dem Jahre 1878

Die Handlung vollzieht sich von 1854 bis 1855. Zu Beginn des Romans ist Hélène bereits 18 Monate Witwe. Ihr Mann ist unmittelbar nach ihrer gemeinsamen Ankunft in Paris erkrankt und acht Tage darauf gestorben. Gemeinsam mit ihrer elfjährigen Tochter Jeanne lebt Hélène im Pariser Stadtteil Passy. Mutter und Tochter haben seitdem die Wohnung kaum verlassen. Sie kennen die Stadt fast nur durch die Sicht von ihren Fenstern aus.
In der Nacht, in der die Handlung einsetzt, ist Jeanne in einen epileptischen Krampf gefallen. Hélène läuft in Panik auf die Straße, um einen Arzt zu finden. Sie bittet ihren Nachbarn, Herrn Doktor Deberle, der zufällig Arzt ist, um Hilfe. Er behandelt das Kind. Einige Tage später sucht ihn Hélène auf, um ihm zu danken. Sie wird in seinen Bekanntenkreis aufgenommen, lernt seine Frau Juliette und einige Freunde des Hauses kennen. Unter diesen ist Herr Malignon, ein weltgewandter und im Umgang mit Frauen erfahrener Mann. Hélènes einzige Freunde sind die ehemaligen zwei Freunde ihres verstorbenen Mannes, ein Stiefbrüderpaar: der Abbé Jouve, der sein Amt in der Kirche von Passy versieht, und Herr Rambaud, ein Kaufmann. Auf Anregung des Abbé kümmert sich Hélène um die arme alte Mutter Fétu. Bei ihr trifft sie mit Doktor Deberle zusammen. Mutter Fétu versucht, die beiden zu verkuppeln. Bei einem späteren Besuch bringt sie es zuwege, dass die beiden einige Zeit allein sind.
Juliette gibt eine Party für die Kinder aus der Nachbarschaft. Auf dieser Party gesteht Doktor Deberle Héléne leidenschaftlich seine Liebe. Hélène flüchtet daraufhin in ihre Wohnung.
Im Mai gehen Hélène und Jeanne regelmäßig zur Messe, wo sie Juliette treffen. Doktor Deberle holt seine Frau nach der Messe häufiger ab. Er wartet auch dann noch vor der Kirche, als Juliette zur Kur gefahren ist. Der Abbé Jouve schlägt Hélène vor, Rambaud zu heiraten, was sie ablehnt.
Jeanne erkrankt schwer. Über drei Wochen hinweg wird sie von ihrer Mutter und Doktor Deberle gepflegt. In einem kritischen Stadium rettet der Arzt das Kind, indem er Blutegel ansetzt. Hélène gesteht Deberle ihre Liebe. In den darauffolgenden Monaten verbringen der Arzt und die Mutter viel Zeit zusammen. Dadurch erwacht die Eifersucht des Kindes. Jeannes Krankheitssymptome treten erneut auf, sobald Deberle anwesend ist.
Hélène erfährt zufällig, dass sich Malignon und Juliette heimlich verabreden. Mutter Fétu erzählt ihr, dass Malignon in ihrem Haus einige Zimmer gemietet hat. Sie mutmaßt, dass sich Malignon und Juliette dort treffen wollen. Héléne besucht Mutter Fétu, um ihr ein Paar Schuhe zu bringen. In Wahrheit will sie die Räume inspizieren.
Am nächsten Tag will Hélène Juliette warnen und von dem Ehebruch abhalten, doch sie trifft im Haus der Deberles auf eine Theaterprobe und findet keine Gelegenheit, Juliette unter vier Augen zu sprechen. Sie wirft einen anonymen Brief in den Briefkasten der Deberles, in dem der Doktor aufgefordert wird, zu einer bestimmten Zeit zu jener Adresse zu kommen. Unmittelbar davor bekommt Hélène ein schlechtes Gewissen. Sie eilt zu jener Adresse und warnt Juliette und Malignon, die über die Hintertreppe flüchten. Als Doktor Deberle erscheint, glaubt er an ein von Hélène arrangiertes Rendezvous. Hélène gibt sich ihm hin. Jeanne, von ihrer Mutter allein gelassen, wütend und eifersüchtig, öffnet ihr Fenster und streckt ihre Arme hinaus in den kalten Regen. Sie verfällt in Lethargie, glaubt, dass ihre Mutter sie nicht mehr liebe und nicht mehr zu ihr zurückkehren werde. So findet ihre Mutter sie Stunden später.
Jeanne erkrankt an Tuberkulose. Den Vorschlag ihres alten Hausarztes, eine Kur in Italien zu machen, greift sie freudig auf, bis sie erfährt, dass auch die Deberles nach Italien reisen werden. Hélène ist so verliebt, dass sie die Schwere der Erkrankung ihrer Tochter lange nicht erkennt. Nach dem langsamen und qualvollen Tod Jeannes organisiert Frau Deberle die Beerdigungsfeier. Ihr Mann ist an diesem Tage abwesend. Zwei Jahre nach dem Tod Jeannes heiratet Hélène Herrn Rambaud und geht mit ihm nach Marseille.